# Borgen – Gefährliche Seilschaften
Borgen ist eine dänische Politserie, die 2010 begonnen hat. Der dänische öffentlich-rechtliche Fernsehsender DR1 strahlte sie in drei zehnteiligen Staffeln bis 2013 aus. Die deutsche Synchronfassung dieser Staffeln erschien mit dem Untertitel Gefährliche Seilschaften. In Zusammenarbeit von DR1 und Netflix entstand eine vierte Staffel, die 2022 auf DR1 erstausgestrahlt und im selben Jahr bei Netflix veröffentlicht wurde. Die vierte Staffel erscheint unter dem Originaltitel Borgen – Riget, Magten og Æren bzw. dem deutschen Titel Borgen – Macht und Ruhm.
Borgen (deutsch: „die Burg“) ist die umgangssprachliche Bezeichnung von Schloss Christiansborg, dem Sitz des dänischen Parlaments sowie des Regierungschefs und des Obersten Gerichtshofs.

## Inhalt

### Handlung
Im Mittelpunkt der Serie steht Birgitte Nyborg, eine Politikerin der fiktiven Moderaten Partei. Die Serie handelt von den Intrigen und Machtspielen in der Politik und darüber hinaus vom Einfluss der Presse als vierter Gewalt. Die Serie beleuchtet auch das Privatleben der handelnden Personen, so auch Nyborgs Familienleben mit den beiden Kindern und ihrem Ehemann, der seine Karriere zunächst für die seiner Frau zurückstellt.

#### Erste Staffel
Am Beginn der ersten Staffel gewinnt Nyborg mit ihrer Partei die dänischen Parlamentswahlen und wird nach Koalitionsverhandlungen Premierministerin. Dabei hilft ihr die Schwäche anderer Parteien, darunter die liberalen Partei des abgewählten bisherigen Premierministers Lars Hesselboe. Hesselboe wird bei der Wahl eine private Zahlung aus der Staatskasse zum Verhängnis, die Nyborgs bisheriger Spindoctor, Kasper Juul, an einen seiner Konkurrenten weitergegeben hat. Da Juul dabei ohne Nyborgs Zustimmung gehandelt hat, verliert er seinen Job. Mangels passender anderer Bewerber ist Nyborg aber bald darauf gezwungen, Juul wieder als Spindoctor einzustellen.

#### Zweite Staffel
Die zweite Staffel spielt in Nyborgs folgendem Regierungsjahr. Bent Sejrø, ihr Vertrauter und Mentor, erleidet einen Schlaganfall, der aber ohne langfristige neurologische Schäden ausheilt. Birgitte Nyborg ist jetzt geschieden. Ihre Tochter Laura erkrankt an einer Panikstörung und wird in einer Privatklinik erfolgreich psychiatrisch behandelt. Da Nyborg gleichzeitig versucht, eine Gesundheitsreform durch das Parlament zu bringen, wird auch die Erkrankung ihrer Tochter ausführlich in der Presse thematisiert. Aufgrund dessen beurlaubt sich Nyborg schließlich als Premierministerin, um ihre Tochter bei ihrer Genesung besser unterstützen zu können. Als Nyborg schließlich auf ihren Posten zurückkehrt, ruft sie nach der erfolgreichen Verabschiedung eines weiteren Gesetzespakets Neuwahlen aus.

#### Dritte Staffel
Birgitte Nyborg kehrt 2½ Jahre später aus der Privatwirtschaft in die Politik zurück – indirekt wird in einer Berichterstattung über sie von den Reportern erwähnt, dass sie in den von ihr gegen Ende der zweiten Staffel ausgerufenen Neuwahlen Lars Hesselboe unterlag und sich danach aus der Politik zurückgezogen hat. Da die Rückkehr zu den Moderaten von deren neuen Vorsitzenden nicht erwünscht ist, gründet sie eine neue Partei, Die neuen Demokraten. Neben Bent, ihrem politischen Ziehvater, gewinnt und verliert sie auch neue Mitstreiter. Ihr neuer Spin-Doctor wird Katrine Fønsmark, die mit Kasper Juul einen gemeinsamen Sohn hat, aber nicht mehr mit ihm zusammen ist. Torben Friis, der Nachrichtenchef von TV1, wird zu einer der Hauptfiguren der dritten Staffel. Am Ende erringt Nyborg mit 13 Sitzen genügend Mandate, um erneut in eine Regierungskoalition einzutreten und Politik „im Sinne Dänemarks“ gestalten zu können. Privat übersteht sie eine Brustkrebserkrankung und geht eine zunehmend intensivere Liebesbeziehung mit dem britischen Architekten Jeremy Welsh ein.

#### Vierte Staffel
Nach knapp 10 Jahren ist Birgitte Nyborg als Außenministerin Teil der dänischen Regierung. Sie lebt mittlerweile alleine, da ihre Kinder ausgezogen sind, weswegen sie sich vollständig auf ihre Arbeit konzentrieren kann. In Grönland wird ein riesiges Ölfeld entdeckt, welches Einnahmen von zwei Billionen Kronen verspricht. Grönland erhofft sich davon die Unabhängigkeit von Dänemark. Aus Klimagründen will Nyborg die Erschließung des Ölfeldes verhindern. Als weiteres Argument dient ihr, dass ein russischer Oligarch Hauptaktionär der beteiligten Ölfirma ist. Für die CIA soll sie die Information kurzfristig geheim halten und kommt deshalb in die Bredouille. Um eine Mehrheit im Parlament zu gewährleisten, setzt sie sich nun für die Erschließung des Ölfeldes ein. Dann kommt heraus, dass Chinesen hinter der Ölfirma stecken. US-amerikanische Beamte versuchen Nyborg dazu zu bringen, eine chinesische Beteiligung in Grönland zu verhindern. Nyborg wird in dieser Angelegenheit von ihrem Arktisbotschafter Asger Holm Kirkegaard unterstützt. Außerdem setzt sie heimlich Michael Laugesen als ihren neuen Spindoctor ein. Katrine Fønsmark verfolgt das politische Geschehen als Nachrichtenchefin bei TV1.

### Hauptfiguren

#### Birgitte Nyborg und Familie
Birgitte Nyborg Christensen
Vorsitzende der Moderaten Partei und erste Premierministerin Dänemarks. Sie ist mit Phillip Christensen verheiratet, die Ehe wird aber im Laufe der zweiten Staffel geschieden; sie haben zwei gemeinsame Kinder, Laura und Magnus. In der dritten Staffel gründet sie mit mehreren Mitstreitern die neue Partei Die neuen Demokraten. Sie erkrankt an Brustkrebs, kann diesen aber überwinden. Nach ihrem erneuten Wahlerfolg – bei dem sie aber weniger Sitze als die großen Parteien erringt – bietet ihr der Vorsitzende der Arbeiterpartei, Hans-Christian Thorsen, das Amt der Premierministerin an. Der Vorsitzende der Arbeiterpartei strebt ein – absehbar fragiles – Bündnis mit den Freiheitlichen unter deren neuen, sich „modern“ gebenden Vorsitzenden Benedikte Nedergaard an. Birgitte Nyborg lehnt ab und nutzt ihre Macht als Königsmacherin, um als Außenministerin in eine erwartbar stabile Koalitionsregierung mit Lars Hesselboe einzutreten, nachdem sie diesen zuvor zu programmatischen Zugeständnissen bewegt hat.
Laura Christensen
Tochter von Phillip Christensen und Birgitte Nyborg. Sie erkrankt in der 2. Staffel an einer Panikstörung.
Magnus Christensen
Sohn von Phillip Christensen und Birgitte Nyborg. Er kommt in der vierten Staffel in die Medien, weil er einen Schweinelaster entführt hat, um gegen die Bedingungen der Tierhaltung zu protestieren.
Phillip Christensen
Ehemann von Birgitte Nyborg und Professor an der Copenhagen Business School, hat vor der Scheidung seine beruflichen Ambitionen in der Wirtschaft zugunsten seiner Ehefrau und der beiden gemeinsamen Kinder zurückgestellt.

#### Birgitte Nyborgs Mitarbeiter
Kasper Juul
Spin-Doctor von Birgitte Nyborg. Als er von Nyborg gekündigt wird, arbeitet er für kurze Zeit als politischer Kommentator beim Fernsehsender TV1. Er ist mit Unterbrechungen mit Katrine Fønsmark liiert, mit der er den gemeinsamen Sohn Gustav hat. In der dritten Staffel kehrt er zu TV1 zurück.
Bent Sejrø
Mitglied der Moderaten Partei und Finanzminister in Nyborgs Kabinett. Er ist Birgittes politischer Mentor, erleidet einen Schlaganfall und zieht sich daraufhin aus dem politischen Geschäft zurück, kehrt aber bald als ihr politischer Berater zurück. Nach anfänglichen Zweifeln tritt er den Neuen Demokraten bei. In der vierten Staffel ist er als Rentner zu sehen, bei dem sich Nyborg berät und der versucht, sie an ihre ursprünglichen Ideale zu erinnern.
Troels Höxenhaven
Zunächst Justizminister, dann Außenminister in Nyborgs Kabinett und später Chef der Arbeiterpartei. Er ist zwar mit einer Frau verheiratet, pflegt aber auch homosexuelle Kontakte. Als dies öffentlich bekannt zu werden droht, begeht er Suizid.
Hans-Christian Thorsen
Zuerst Verteidigungs- und dann Außenminister in Nyborgs Kabinett. Nach Höxenhavens Tod wird er Vorsitzender der Arbeiterpartei und Stellvertreter Nyborgs. Übernimmt während Nyborgs Auszeit deren Amtsgeschäfte.
Niels-Erik
Staatssekretär in der Staatskanzlei, der schon unter Hesselboe diente. Hat nach dessen Rücktritt weiterhin gute Kontakte zu ihm. Des Weiteren ist er international und in der Wirtschaft gut vernetzt.
Søren Ravn
In der dritten Staffel Nyborgs Berater. Hat zeitweilig ein Verhältnis mit Katrine Fønsmark und ist in der vierten Staffel mit ihr liiert. War in seiner Jugend in der Kommunistischen Partei Dänemarks aktiv, was zum Problem wird.
Asger Holm Kirkegaard
In der vierten Staffel Nyborgs Arktisbotschafter.
Rasmus Gren Lundbæk
In der vierten Staffel Staatssekretär im Außenministerium.
Oliver Hjorth
In der vierten Staffel Beamter im Außenministerium und Nyborgs persönlicher Assistent.

#### TV1
Katrine Fønsmark
Journalistin bei TV1 und später Redakteurin bei der Zeitung Ekspres. In der dritten Staffel wird sie Spin-Doctor von Birgitte Nyborg. Sie ist mit Unterbrechungen mit Kasper Juul liiert, mit dem sie den gemeinsamen Sohn Gustav hat. In der vierten Staffel ist sie die Nachrichtenchefin von TV1.
Torben Friis
Chefredakteur der Nachrichtenredaktion von TV1 mit wechselnden Vorgesetzten. In der vierten Staffel ist er ein einfacher Nachrichtenredakteur.
Hanne Holm
Journalistin bei TV1 und später Redakteurin bei der Zeitung Ekspres. Sie ist Alkoholikerin, was auch berufliche Probleme mit sich bringt.
Alexander Hjort
Ab der dritten Staffel der neue TV1-Programmchef, der mit Blick auf die Zuschauerquote Torben Friis unter Druck setzt und dessen journalistische Prinzipien in Frage stellt.
Narciza Aydin
Nachrichtenmoderatorin in der vierten Staffel, beliebt bei Zuschauern und Redaktion, zeitweise im Konflikt mit ihrer Vorgesetzten Katrine Fønsmark.

#### Gegenspieler Birgitte Nyborgs
Lars Hesselboe
Der von Birgitte Nyborg abgelöste Premierminister ist Oppositionsführer (Liberale Partei), er wird später erneut Premierminister.
Michael Laugesen
Vorsitzender der Arbeiterpartei, nach seinem Rücktritt Chefredakteur bei der Tageszeitung Ekspres. In der vierten Staffel wird er zum persönlichen Berater Nyborgs.
Svend Åge Saltum
Vorsitzender der rechten Freiheitspartei, politischer Gegner der Politik Nyborgs, der sich gern als bodenständig und volksnah gibt. Er ist Schweinebauer und äußert sich in den Medien gern eher ruppig.
Amir Diwan
Vorsitzender der links-ökologischen Umweltpartei (miljøparti). Er bildet eine Regierung mit den Moderaten und wird Nyborgs Umweltminister. Nach einem von der Staatskanzlei inszenierten Skandal um seine Vorliebe für umweltschädliche Autos tritt er zurück. Er ist Birgitte Nyborg bei der Beilegung des Kharun-Konfliktes mit seinen Arabischkenntnissen behilflich.
Ann-Sophie Lindenkrone
Vorsitzende der kommunistischen Solidarischen Sammlung. Sie wird in einen Abhörskandal verwickelt.
Signe Kragh
In der vierten Staffel Premierministerin.

### Parteien und Medien
Parteien in Christiansborg
- Die Moderaten (De Moderate) sind die Partei Birgitte Nyborgs (in Staffel 1 und 2) und werden zu Beginn links der Mitte verortet. Die Moderaten beruhen auf Det Radikale Venstre.
- Die Arbeiterpartei (Arbejderpartiet) stellt noch vor den Liberalen die größte Fraktion im Parlament, ist aber des Öfteren von Flügelkämpfen geplagt. Sie basiert auf den Socialdemokraterne.
- Die Milieupartei (Miljøpartiet, wörtlich: Umweltpartei) vertritt hauptsächlich grüne und ökologische Standpunkte, ist aber auch besonders um Integrationspolitik bemüht. Als Vorlage diente die Socialistisk Folkeparti.
- Die Solidarische Sammlung (Solidarisk Samling) ist eine Splitterpartei, die am linken Rand im Parlament sitzt. Sie basiert auf der Enhedslisten.
- Die Liberalen (De Liberale) sind die zweitgrößte Partei im Parlament, sie beruhen auf Venstre. Sie kooperieren oft mit den Konservativen.
- Die Neuen Konservativen (Ny Højre, wörtlich: Neue Rechte) sind stark mit den Liberalen verbunden und basieren auf der Konservative Folkeparti.
- Die Freiheitspartei (Frihedspartiet) ist eine rechtspopulistische Gruppierung, die auf der Dansk Folkeparti basiert. Da sie sich teilweise ausländerfeindlich äußert, wird sie von den anderen Parteien nicht zur Regierungsbildung herangezogen.

Grönländische Regierung (4. Staffel)
- Hans Eliassen, Außenminister
- Emmy Rasmussen, Abteilungsleiterin im Büro der Ministerpräsidentin

Medien
- TV1 ist der wichtigste Fernsehsender, regelmäßig sendet er Interviews und Debatten zu den Vorgängen im Schloss. Auffällig sind die häufigen Konflikte um die Balance zwischen der Qualität des Journalismus und der Einschaltquote.
- Der Ekspres ist eine Tageszeitung, deren Titelgeschichten die Politik beeinflussen, wobei diese nicht immer politische Themen betreffen, sondern oft das Privatleben der Politiker in den Vordergrund stellen.
- Das Zweite steht in scharfer Konkurrenz zu TV1. Der Sender wird oft erwähnt, jedoch selten direkt gezeigt.

## Entstehung
Borgen wurde von Adam Price als Hauptautor und den Co-Autoren Jeppe Gjervig Gram und Tobias Lindholm entwickelt und geschrieben. Bei den ersten beiden Staffeln führten Søren Kragh-Jacobsen, Annette K. Olesen, Rumle Hammerich und Mikkel Nørgaard Regie, bei der dritten Staffel war es Jesper W. Nielsen. Vor Ausstrahlung der dritten Staffel in Dänemark gab Price bekannt, dass sie voraussichtlich die letzte sein werde.
Im Mai 2020 kündigte DR1 dennoch die Produktion einer vierten Staffel mit 8 Folgen in Zusammenarbeit mit Netflix an. Diese wurde ab 2022 in Dänemark und bei Netflix ausgestrahlt.

## Besetzung und Synchronisation
Die deutsche Synchronfassung der ersten drei Staffeln wurde von der Hamburger Digital Media Technologie erstellt. Dialogbuchautorin und Dialogregisseurin war Astrid Kollex.
|                             |                                                                  | Staffel | Staffel | Staffel | Staffel |                       |
| Rollenname                  | Schauspieler                                                     | 1       | 2       | 3       | 4       | Dt. Synchronsprecher  |
| --------------------------- | ---------------------------------------------------------------- | ------- | ------- | ------- | ------- | --------------------- |
| Birgitte Nyborg Christensen | Sidse Babett Knudsen                                             | ●       | ●       | ●       | ●       | Christin Marquitan    |
| Katrine Fønsmark            | Birgitte Hjort Sørensen                                          | ●       | ●       | ●       | ●       | Celine Fontanges      |
| Torben Friis                | Søren Malling                                                    | ●       | ●       | ●       | ●       | Robin Brosch          |
| Ulrik Mørch                 | Thomas Levin                                                     | ●       | ●       | ●       |         | Christian Stark       |
| Laura Christensen           | Freja Riemann                                                    | ●       | ●       | ●       | ●       |                       |
| Magnus Nyborg Christensen   | Emil Poulsen (Staffeln 1–3) Lucas Lynggaard Tønnesen (Staffel 4) | ●       | ●       | ●       | ●       | Lino Böttcher         |
| Kasper Juul                 | Pilou Asbæk                                                      | ●       | ●       | ●       |         | Sascha Rotermund      |
| Hanne Holm                  | Benedikte Hansen                                                 | ●       | ●       | ●       |         | Katja Brügger         |
| Phillip Christensen         | Mikael Birkkjær                                                  | ●       | ●       | ●       | ●       | Jürgen Holdorf        |
| Simon Bech                  | Anders Juul                                                      | ●       | ●       | ●       |         | Tim Knauer            |
| Pia Munk                    | Lisbeth Wulff                                                    | ●       | ●       | ●       | ●       | Tina Eschmann         |
| Bent Sejrø                  | Lars Knutzon                                                     | ●       | ●       | ●       | ●       | Kaspar Eichel         |
| Lars Hesselboe              | Søren Spanning                                                   | ●       | ●       | ●       |         | Holger Mahlich        |
| Niels Erik Lund             | Morten Kirkskov                                                  | ●       | ●       | ●       | ●       | Mark Bremer           |
| Michael Laugesen            | Peter Mygind                                                     | ●       | ●       | ●       | ●       | Clemens Gerhard       |
| Hans Christian Thorsen      | Bjarne Henriksen                                                 | ●       | ●       | ●       |         |                       |
| Svend Åge Saltum            | Ole Thestrup                                                     | ●       | ●       | ●       |         | Gustav-Adolph Artz    |
| Sanne                       | Iben Dorner                                                      | ●       | ●       |         |         | Kristina von Weltzien |
| Pernille Madsen             | Petrine Agger                                                    | ●       | ●       | ●       |         | Kerstin Draeger       |
| Yvonne Kjær                 | Jannie Faurschou                                                 | ●       | ●       | ●       |         |                       |
| Amir Dwian                  | Dar Salim                                                        | ●       | ●       |         |         | Benjamin Morik        |
| Anne Sophie Lindenkrone     | Signe Egholm Olsen                                               | ●       | ●       | ●       | ●       | Eva Michaelis         |
| Tanja                       | Patricia Schumann                                                | ●       | ●       | ●       |         | Tanja Dohse           |
| Jon Berthelsen              | Jens Albinus                                                     |         |         | ●       | ●       | Stephan Schwartz      |
| Alexander Hjort             | Christian Tafdrup                                                |         |         | ●       | ●       | Matthias Klimsa       |
| Jacob Kruse                 | Jens Jacob Tychsen                                               |         | ●       | ●       |         | Sascha Draeger        |
| Jeremy Welsh                | Alastair Mackenzie                                               |         |         | ●       |         | Henry Sargeant        |
| Nete Buch                   | Julie Agnete Vang                                                |         |         | ●       |         | Simona Pahl           |
| Erik Hoffmann               | Kristian Halken                                                  |         |         | ●       | ●       | Frank Röth            |
| Troels Höxenhaven           | Lars Brygmann                                                    | ●       | ●       |         |         | Volker Hanisch        |
| Bjørn Marrot                | Flemming Sørensen                                                | ●       | ●       |         |         | Klaus Dittmann        |
| Benedikte Nedergaard        | Marie Askehave                                                   |         |         | ●       | ●       | Svenja Pages          |
| Lotte Ågaard                | Rikke Lylloff                                                    |         | ●       |         |         | Marion Elskis         |
| Cecilie Toft                | Mille Dinesen                                                    |         | ●       |         |         | Anne Moll             |
| Karoline Friis              | Anne Sofie Espersen                                              |         |         | ●       |         | Ela Nitzsche          |
| Søren Ravn                  | Lars Mikkelsen                                                   |         |         | ●       | ●       | Bernd Vollbrecht      |
| Signe Kragh                 | Johanne Louise Schmidt                                           |         |         |         | ●       | Katrin Decker         |
| Asger Holm Kirkegaard       | Mikkel Boe Følsgaard                                             |         |         |         | ●       | Alexander Merbeth     |
| Hans Eliassen               | Svend Hardenberg                                                 |         |         |         | ●       | Konstantin Graudus    |
| Emmy Rasmussen              | Nivi Pedersen                                                    |         |         |         | ●       | Ruda Pernoda Schaefer |
| Narciza Aydin               | Özlem Saglanmak                                                  |         |         |         | ●       | Kristina von Weltzien |
| Oliver Hjorth               | Simon Bennebjerg                                                 |         |         |         | ●       | Jonas Minthe          |
| Rasmus Gren Lundbæk         | Magnus Millang                                                   |         |         |         | ●       | David Berton          |

## Veröffentlichung

### Fernsehausstrahlung
Arte sendete vom 9. Februar bis zum 8. März 2012 jeden Donnerstag eine Doppelfolge der ersten Staffel. In der Schweiz wurde die Serie ab dem 20. August 2012 ausgestrahlt. Ab dem 29. Oktober 2012 wurde im Schweizer Fernsehen (SRF 1) die zweite Staffel ausgestrahlt. In Österreich strahlte ORF 2 die erste Staffel der Serie ab Juli 2013 jeden Sonntagabend in Doppelfolgen aus.
Arte zeigte vom 22. November bis zum 13. Dezember 2012 jeden Donnerstag die zweite Staffel in Dreifach- und Doppelfolgen. Die dritte Staffel wurde vom 3. Oktober bis 31. Oktober 2013 in Doppelfolgen bei Arte ausgestrahlt.
Wiederholungen liefen u. a. beim WDR Fernsehen, bei Einsfestival und im Ersten. Die Serie wurde weltweit in 70 Länder verkauft.
Die vierte Staffel, mit dem eigenen Titel Borgen – Macht und Ruhm, steht seit dem 2. Juni 2022 als Video-on-Demand bei Netflix zur Verfügung. Die TV-Ausstrahlung erfolgte am 7. und 14. September 2023 auf Arte.

### DVD-Veröffentlichungen
Deutschland
- Staffel 1 erschien am 29. Juni 2012
- Staffel 2 erschien am 27. September 2013
- Staffel 3 erschien am 31. Januar 2014

## Rezeption

### Kritiken
Süddeutsche.de bezeichnet die Serie als „phänomenal gutes europäisches Fernsehen“.
In einer von The Washington Post im Februar 2014 veröffentlichten Rezension bezeichnete der Politikwissenschaftler Stephen B. Dyson Borgen als „die beste Fernsehserie aller Zeiten über Politik.“
Das Medienmagazin DWDL.de meint „das, was Borgen so faszinierend macht, ist die streckenweise übersimple Einführung in die Mechanismen der Politik“ und dass Borgen „... vor allem deshalb eine so tolle Serie“ sei, „weil es ihr gelingt, die Komplikationen des politischen Geschehens mit Unterhaltsamkeit zu mischen“. Weiter hebt dwdl.de die „hochwertige Produktion und großartige Schauspielerleistungen“, sowie „vor allem traumhafte Drehbücher“ hervor.

„‚Borgen‘ macht klüger. In jeder Hinsicht.“

Für Zeit online ist die Serie „zeitgemäß und intelligent“, „ein Lehrstück in politischer und journalistischer Rhetorik“. Sie verbinde „Polit-Drama, Genderdebatte und Medienkritik zu großer Unterhaltung“.
FAZ.net nennt die Serie „ein faszinierendes Lehrstück darüber, was die Politik mit Menschen macht“. Der Regisseur decke „intelligent und auf witzige Weise böse (...) die Spielregeln der Politik auf“. Sachliche Konflikte und parlamentarische Entscheidungsprozesse habe man „selten so spannend erzählt bekommen, wobei das selten auf Kosten der Komplexität geht.“

### Auszeichnungen
International Emmy Award
- 2012: Nominierung als „Best Performance by an Actress“: Sidse Babett Knudsen

Festival de Télévision de Monte-Carlo
- 2011: Auszeichnung als „Outstanding Actress in a Drama Series“: Sidse Babett Knudsen[16]
- 2013: Nominierung als „Best International Drama TV Series“
- 2013: Auszeichnung als „Best European Drama TV Series“
- 2013: Nominierung als „Outstanding Actress in a Drama Series“: Birgitte Hjort Sørensen

British Academy Television Awards
- 2012: Auszeichnung in der Kategorie „International Prize“[17]
- 2014: Nominierung in der Kategorie „International Prize“

Prix Italia
- 2010: Auszeichnung für die beste Fernsehserie[16]

Festival International de Programmes Audiovisuels (französisches Filmfestival)
- 2011: Auszeichnung als „Best TV Series and Serials“
- 2011: Auszeichnung für „TV Series and Serials: Best Music“: Halfdan E

Peabody Award
- 2013: Auszeichnung in der Kategorie „Area of Excellence“

## Hörspiel
Das BBC-Hörspiel Borgen – Outside the castle wurde 2015 vom Deutschlandfunk im Original mit einigen deutschen Erläuterungen wie MOM = MON für Momentum = Monsanto ausgestrahlt.